# Basonopita de Abajo
Basonopita de Abajo är en ort i Mexiko.   Den ligger i kommunen Guadalupe y Calvo och delstaten Chihuahua, i den västra delen av landet, 1 100 km nordväst om huvudstaden Mexico City. Basonopita de Abajo ligger 758 meter över havet och antalet invånare är 116.
Terrängen runt Basonopita de Abajo är huvudsakligen kuperad, men söderut är den bergig. Basonopita de Abajo ligger nere i en dal. Runt Basonopita de Abajo är det mycket glesbefolkat, med 6 invånare per kvadratkilometer. Närmaste större samhälle är San Javier de Abajo, 14,5 km sydväst om Basonopita de Abajo. I omgivningarna runt Basonopita de Abajo växer huvudsakligen savannskog.